# Wereldkampioenschap superbike van Brands Hatch 2000 (oktober)
Het wereldkampioenschap superbike van Brands Hatch 2000 in oktober was de dertiende en laatste ronde van het wereldkampioenschap superbike en de elfde en laatste ronde van het wereldkampioenschap Supersport 2000. De races werden verreden op 15 oktober 2000 op Brands Hatch nabij West Kingsdown, Verenigd Koninkrijk.
Colin Edwards werd gekroond tot kampioen in de superbike-klasse, aangezien zijn laatste concurrent Noriyuki Haga niet deelnam aan de races. Jörg Teuchert werd gekroond tot kampioen in de Supersport-klasse met een tweede plaats in de race, wat genoeg was om zijn concurrenten Stéphane Chambon en Paolo Casoli in te halen.

## Superbike

### Race 1
| Pos | Nr  | Rijder               | Constructeur | Rondes | Tijd                | Grid | Punten |
| --- | --- | -------------------- | ------------ | ------ | ------------------- | ---- | ------ |
| 1   | 47  | John Reynolds        | Ducati       | 25     | 40:09.855           | 2    | 25     |
| 2   | 21  | Troy Bayliss         | Ducati       | 25     | +0.458              | 5    | 20     |
| 3   | 49  | Chris Walker         | Suzuki       | 25     | +3.556              | 8    | 16     |
| 4   | 48  | Neil Hodgson         | Ducati       | 25     | +13.963             | 1    | 13     |
| 5   | 19  | Juan Borja           | Ducati       | 25     | +20.547             | 9    | 11     |
| 6   | 4   | Akira Yanagawa       | Kawasaki     | 25     | +20.554             | 10   | 10     |
| 7   | 3   | Troy Corser          | Aprilia      | 25     | +21.192             | 6    | 9      |
| 8   | 2   | Colin Edwards        | Honda        | 25     | +28.079             | 3    | 8      |
| 9   | 6   | Gregorio Lavilla     | Kawasaki     | 25     | +28.162             | 15   | 7      |
| 10  | 7   | Pierfrancesco Chili  | Suzuki       | 25     | +34.281             | 4    | 6      |
| 11  | 9   | Katsuaki Fujiwara    | Suzuki       | 25     | +46.245             | 13   | 5      |
| 12  | 10  | Vittoriano Guareschi | Yamaha       | 25     | +53.204             | 20   | 4      |
| 13  | 111 | Aaron Slight         | Honda        | 25     | +57.493             | 12   | 3      |
| 14  | 40  | Steve Plater         | Kawasaki     | 25     | +59.042             | 21   | 2      |
| 15  | 18  | Markus Barth         | Yamaha       | 25     | +1:00.615           | 18   | 1      |
| 16  | 46  | Mauro Sanchini       | Ducati       | 25     | +1:21.031           | 26   |        |
| 17  | 30  | Alessandro Antonello | Aprilia      | 25     | +1:28.129           | 14   |        |
| 18  | 38  | Lance Isaacs         | Ducati       | 24     | +1 ronde            | 29   |        |
| 19  | 78  | Bertrand Stey        | Honda        | 24     | +1 ronde            | 31   |        |
| 20  | 70  | Javier Rodríguez     | Honda        | 24     | +1 ronde            | 27   |        |
| 21  | 20  | Marco Borciani       | Ducati       | 24     | +1 ronde            | 24   |        |
| 22  | 33  | Robert Ulm           | Ducati       | 24     | +1 ronde            | 23   |        |
| 23  | 13  | Andreas Meklau       | Ducati       | 24     | +1 ronde            | 16   |        |
| 24  | 155 | Ben Bostrom          | Ducati       | 23     | +2 ronden           | 11   |        |
| DNF | 23  | Jiří Mrkývka         | Ducati       | 19     | Uitgevallen         | 32   |        |
| DNF | 45  | James Haydon         | Ducati       | 18     | Ongeluk             | 7    |        |
| DNF | 35  | Giovanni Bussei      | Kawasaki     | 15     | Uitgevallen         | 25   |        |
| DNF | 501 | Anthony Gobert       | Yamaha       | 13     | Ongeluk             | 19   |        |
| DNF | 11  | Lucio Pedercini      | Ducati       | 10     | Uitgevallen         | 28   |        |
| DNF | 76  | Igor Jerman          | Kawasaki     | 9      | Uitgevallen         | 30   |        |
| DNF | 83  | Gérald Muteau        | Honda        | 9      | Uitgevallen         | 33   |        |
| DNF | 28  | Jürgen Oelschläger   | Yamaha       | 5      | Uitgevallen         | 22   |        |
| DNF | 39  | Alessandro Gramigni  | Yamaha       | 2      | Uitgevallen         | 17   |        |
| DNQ | 32  | Massimo De Silvestro | Kawasaki     | 0      | Niet gekwalificeerd |      |        |

### Race 2
| Pos | Nr  | Rijder               | Constructeur | Rondes | Tijd                | Grid | Punten |
| --- | --- | -------------------- | ------------ | ------ | ------------------- | ---- | ------ |
| 1   | 2   | Colin Edwards        | Honda        | 25     | 36:37.860           | 3    | 25     |
| 2   | 7   | Pierfrancesco Chili  | Suzuki       | 25     | +1.016              | 4    | 20     |
| 3   | 3   | Troy Corser          | Aprilia      | 25     | +4.766              | 6    | 16     |
| 4   | 47  | John Reynolds        | Ducati       | 25     | +6.862              | 2    | 13     |
| 5   | 6   | Gregorio Lavilla     | Kawasaki     | 25     | +15.680             | 15   | 11     |
| 6   | 49  | Chris Walker         | Suzuki       | 25     | +15.780             | 8    | 10     |
| 7   | 4   | Akira Yanagawa       | Kawasaki     | 25     | +15.988             | 10   | 9      |
| 8   | 111 | Aaron Slight         | Honda        | 25     | +21.893             | 12   | 8      |
| 9   | 9   | Katsuaki Fujiwara    | Suzuki       | 25     | +22.108             | 13   | 7      |
| 10  | 155 | Ben Bostrom          | Ducati       | 25     | +47.121             | 11   | 6      |
| 11  | 39  | Alessandro Gramigni  | Yamaha       | 25     | +47.566             | 17   | 5      |
| 12  | 10  | Vittoriano Guareschi | Yamaha       | 25     | +48.828             | 20   | 4      |
| 13  | 40  | Steve Plater         | Kawasaki     | 25     | +49.152             | 21   | 3      |
| 14  | 19  | Juan Borja           | Ducati       | 25     | +49.221             | 9    | 2      |
| 15  | 33  | Robert Ulm           | Ducati       | 25     | +56.245             | 23   | 1      |
| 16  | 13  | Andreas Meklau       | Ducati       | 25     | +56.319             | 16   |        |
| 17  | 18  | Markus Barth         | Yamaha       | 25     | +1:07.395           | 18   |        |
| 18  | 46  | Mauro Sanchini       | Ducati       | 25     | +1:20.597           | 26   |        |
| 19  | 28  | Jürgen Oelschläger   | Yamaha       | 25     | +1:21.841           | 22   |        |
| 20  | 70  | Javier Rodríguez     | Honda        | 25     | +1:29.628           | 27   |        |
| DNF | 45  | James Haydon         | Ducati       | 24     | Ongeluk             | 7    |        |
| DNF | 48  | Neil Hodgson         | Ducati       | 18     | Uitgevallen         | 1    |        |
| DNF | 30  | Alessandro Antonello | Aprilia      | 16     | Uitgevallen         | 14   |        |
| DNF | 501 | Anthony Gobert       | Yamaha       | 16     | Uitgevallen         | 19   |        |
| DNF | 83  | Gérald Muteau        | Honda        | 14     | Uitgevallen         | 33   |        |
| DNF | 23  | Jiří Mrkývka         | Ducati       | 10     | Uitgevallen         | 32   |        |
| DNF | 21  | Troy Bayliss         | Ducati       | 8      | Ongeluk             | 5    |        |
| DNF | 20  | Marco Borciani       | Ducati       | 7      | Uitgevallen         | 24   |        |
| DNF | 11  | Lucio Pedercini      | Ducati       | 6      | Uitgevallen         | 28   |        |
| DNF | 35  | Giovanni Bussei      | Kawasaki     | 5      | Ongeluk             | 25   |        |
| DNF | 76  | Igor Jerman          | Kawasaki     | 3      | Uitgevallen         | 30   |        |
| DNF | 38  | Lance Isaacs         | Ducati       | 1      | Uitgevallen         | 29   |        |
| DNF | 78  | Bertrand Stey        | Honda        | 0      | Uitgevallen         | 31   |        |
| DNQ | 32  | Massimo De Silvestro | Kawasaki     | 0      | Niet gekwalificeerd |      |        |

## Supersport
| Pos | Nr | Rijder                | Constructeur | Rondes | Tijd                | Grid | Punten |
| --- | -- | --------------------- | ------------ | ------ | ------------------- | ---- | ------ |
| 1   | 31 | Karl Muggeridge       | Honda        | 23     | 35:29.946           | 7    | 25     |
| 2   | 4  | Jörg Teuchert         | Yamaha       | 23     | +0.563              | 10   | 20     |
| 3   | 69 | James Whitham         | Yamaha       | 23     | +0.659              | 20   | 16     |
| 4   | 6  | Christian Kellner     | Yamaha       | 23     | +0.775              | 8    | 13     |
| 5   | 15 | Paolo Casoli          | Ducati       | 23     | +3.449              | 4    | 11     |
| 6   | 12 | Andrew Pitt           | Kawasaki     | 23     | +8.859              | 14   | 10     |
| 7   | 22 | Werner Daemen         | Yamaha       | 23     | +9.948              | 9    | 9      |
| 8   | 7  | Fabrizio Pirovano     | Suzuki       | 23     | +14.812             | 6    | 8      |
| 9   | 20 | Karl Harris           | Suzuki       | 23     | +19.760             | 15   | 7      |
| 10  | 27 | Chris Vermeulen       | Honda        | 23     | +36.141             | 32   | 6      |
| 11  | 2  | Iain MacPherson       | Kawasaki     | 23     | +36.498             | 16   | 5      |
| 12  | 14 | Christophe Cogan      | Yamaha       | 23     | +37.288             | 11   | 4      |
| 13  | 99 | Fabien Foret          | Ducati       | 23     | +37.878             | 31   | 3      |
| 14  | 73 | Gary Mason            | Kawasaki     | 23     | +39.020             | 29   | 2      |
| 15  | 89 | David Muscat          | Ducati       | 23     | +42.769             | 27   | 1      |
| 16  | 54 | Stefano Cruciani      | Yamaha       | 23     | +45.146             | 28   |        |
| 17  | 79 | Phil Giles            | Honda        | 23     | +45.183             | 34   |        |
| 18  | 74 | Sebastien Scarnato    | Yamaha       | 23     | +47.493             | 19   |        |
| 19  | 29 | Christer Lindholm     | Yamaha       | 23     | +47.517             | 17   |        |
| 20  | 8  | Cristiano Migliorati  | Suzuki       | 23     | +54.814             | 24   |        |
| 21  | 10 | William Costes        | Honda        | 23     | +1:04.590           | 30   |        |
| 22  | 67 | Franco Brugnara       | Yamaha       | 23     | +1:05.161           | 33   |        |
| 23  | 28 | Michele Malatesta     | Suzuki       | 23     | +1:14.374           | 18   |        |
| DNF | 5  | Rubén Xaus            | Ducati       | 22     | Uitgevallen         | 2    |        |
| DNF | 3  | Piergiorgio Bontempi  | Ducati       | 17     | Uitgevallen         | 1    |        |
| DNF | 18 | Vittorio Iannuzzo     | Yamaha       | 17     | Uitgevallen         | 26   |        |
| DNF | 26 | Kyro Verstraeten      | Yamaha       | 16     | Uitgevallen         | 22   |        |
| DNF | 34 | Yves Briguet          | Ducati       | 14     | Uitgevallen         | 23   |        |
| DNF | 44 | Antonio Carlacci      | Yamaha       | 10     | Ongeluk             | 13   |        |
| DNF | 21 | Massimo Meregalli     | Yamaha       | 10     | Ongeluk             | 12   |        |
| DNF | 16 | Sébastien Charpentier | Honda        | 8      | Uitgevallen         | 25   |        |
| DNF | 1  | Stéphane Chambon      | Suzuki       | 7      | Uitgevallen         | 3    |        |
| DNF | 17 | Pere Riba             | Honda        | 6      | Ongeluk             | 5    |        |
| DNF | 9  | Wilco Zeelenberg      | Yamaha       | 4      | Uitgevallen         | 35   |        |
| DSQ | 72 | Rob Frost             | Yamaha       | 23     | Gediskwalificeerd   | 21   |        |
| DNQ | 82 | Gareth Kenward        | Suzuki       | 0      | Niet gekwalificeerd |      |        |

## Eindstanden na wedstrijd

### Superbike
| Pos | Nr | Rijder              | Team     | Punten |
| --- | -- | ------------------- | -------- | ------ |
| 1   | 2  | Colin Edwards       | Honda    | 400    |
| 2   | 41 | Noriyuki Haga       | Yamaha   | 335    |
| 3   | 3  | Troy Corser         | Aprilia  | 310    |
| 4   | 7  | Pierfrancesco Chili | Suzuki   | 258    |
| 5   | 4  | Akira Yanagawa      | Kawasaki | 247    |

### Supersport
| Pos | Nr | Rijder            | Team   | Punten |
| --- | -- | ----------------- | ------ | ------ |
| 1   | 4  | Jörg Teuchert     | Yamaha | 136    |
| 2   | 15 | Paolo Casoli      | Ducati | 133    |
| 3   | 1  | Stéphane Chambon  | Suzuki | 133    |
| 4   | 6  | Christian Kellner | Yamaha | 122    |
| 5   | 31 | Karl Muggeridge   | Honda  | 113    |

1993 · 1995 · 1996 · 1997 · 1998 · 1999 · 2000 (I) · 2000 (II) · 2001 · 2002 · 2003 · 2004 · 2005 · 2006 · 2007 · 2008